# Andreaz Lindberg
Andreaz Lindberg, född den 21 mars 1973, är en svensk golfspelare, som representerar Ryfors golfklubb. Han blev proffs 1994, och hans främsta merit är segern i Match-SM 2003. Han har också vunnit Vattenfall Berga Open 1999.